# Dietrich Schindler senior
Dietrich Schindler senior (* 3. Dezember 1890 in Zürich; † 10. Januar 1948 ebenda) war ein Schweizer Rechtswissenschaftler.

## Leben und Werk
Dietrich Schindler war der Sohn von Dietrich Schindler-Huber, dem Generaldirektor der Maschinenfabrik Oerlikon. Er studierte in Leipzig, Zürich und Berlin und schloss sein Studium 1916 mit der Promotion zum Doktor der Rechtswissenschaften ab. 1921 habilitierte er mit der Schrift Über die Bildung des Staatswillens in der Demokratie. Von 1921 bis 1922 hielt er sich zu Studienzwecken an der Harvard Law School auf.

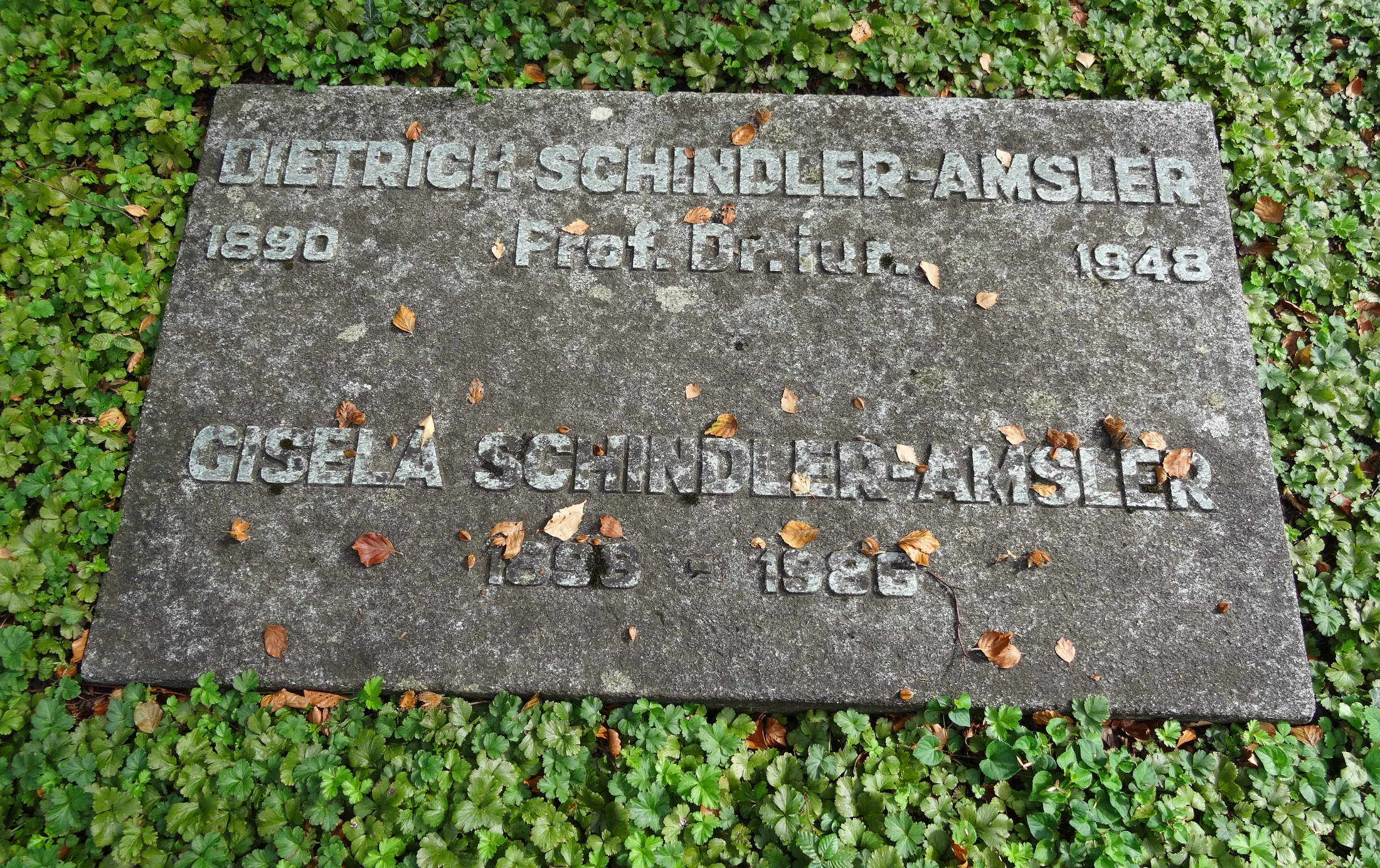
Grab, Friedhof Enzenbühl, Zürich

1927 wurde Schindler sen. an die Universität Zürich berufen und übernahm dort ab 1936 den Lehrstuhl für Staats- und Verwaltungsrecht, später auch Völkerrecht und Rechtsphilosophie. 1937 wurde er in das Institut de Droit international aufgenommen, seit 1947 war er Mitglied im Kuratorium der Haager Akademie für Völkerrecht.
Nebenher bekleidete er verschiedene öffentliche Ämter, unter anderem Oberst der Militärjustiz, Präsident des Verwaltungsrates der Neuen Zürcher Zeitung. Er war ebenfalls Mitglied des Internationalen Komitees vom Roten Kreuz.
Sein wichtigstes Werk ist Verfassungsrecht und soziale Struktur (Zürich 1931, verschiedene Nachdrucke). Gesammelte Aufsätze erschienen posthum in Recht, Staat, Völkergemeinschaft (Zürich 1948).
Dietrich Schindler war mit Gisela, geborene Amsler (1898–1986). verheiratet. Seine letzte Ruhestätte fand er auf dem Friedhof Enzenbühl in Zürich.